# Salonbolschewist
Mit dem Begriff Salonbolschewist (auch Salonkommunist oder Salonbolschewik) werden in abwertender Weise Menschen bezeichnet, die sich für den Kommunismus begeistern, denen aber unterstellt wird, dass es sich dabei um ein reines Lippenbekenntnis handelt. Die Historikerin Ulrike Goldschweer sieht den Ursprung des Phänomens in den 1930er Jahren, als in Westeuropa und den USA Intellektuelle wie George Bernard Shaw, Theodore Dreiser, André Gide und Thomas Mann aufgrund idealistischer Annahmen mit dem „sozialen Experiment“ der Sowjetunion sympathisiert hätten, ohne dabei die realen Verhältnisse im Stalinismus zur Kenntnis zu nehmen. Die Wurzeln dieser Haltung sieht sie im sozialutopischen Denken des 19. Jahrhunderts. Der Begriff und seine Varianten hätten einerseits in eindeutig diffamierender Absicht im konservativen Milieu kursiert und andererseits unter russischen Emigranten als Ausdruck der Enttäuschung über das Unverständnis, das ihnen aus westlichen Intellektuellenkreisen entgegenschlug. Der Begriff ist gelegentlich auch noch in der aktuellen politischen Diskussion präsent.
Die Historikerin Silke Fengler schreibt, der Terminus „Salonbolschewik“ sei in den 1930er Jahren von der Antikomintern geprägt worden, um Professoren, Schriftsteller und Künstler zu verunglimpfen, die in den 1920er und 1930er Jahren die Sowjetunion bereist und darüber sympathisierende Berichte in der deutschen Presse verfasst hätten. So erschien im Nachrichtendienst der Antikomintern 1934 ein Artikel Salon-Bolschewiken, der „die gelehrten Professoren und wendigen Literaten“ anschwärzte, „die dem Weimarer System als Verbindungsleute zum kommunistischen Moskau dienten“.